# 星野朝子

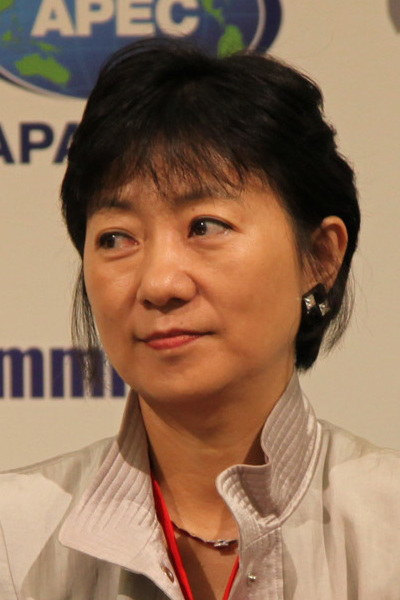
2010年

星野 朝子（ほしの あさこ、1960年6月 - ）は、日本の実業家。元日産自動車執行役副社長。夫は星野リゾート社長の星野佳路。

## 経歴・人物
慶應義塾中等部、慶應義塾女子高等学校を経て、1983年に慶應義塾大学経済学部経済学科（ゼミは計量経済学）を卒業後、当時、まだ珍しく男女の差別なく女性を登用していた日本債券信用銀行(現・あおぞら銀行）に入行。国際金融部でシンジケートローンのスキーム開発などに取り組む。
1986年、ノースウェスタン大学ケロッグ経営大学院に入学。マーケティングやマネージメント、ファイナンスを専攻。1988年、MBAを取得。
1989年、社会調査研究所主任研究員として契約。2002年、社会調査研究所をIPOし、改名したインテージ役員理事。「インテージ」の名付け親。論文執筆多数。その間、日本マーケティング協会理事、立命館大学経営学部、早稲田大学理工学部の非常勤講師としてマーケティング、マーケティングサイエンス、マーケティングリサーチなどの教鞭を執る。
2002年、当時の社長カルロス・ゴーンに招聘され、日産自動車に入社。データ・情報分析に基づいた提案を各部門に対して行う市場情報室の創設者。市場情報室長、執行役員、常務執行役員を歴任、責任範囲は、国内からグローバルに拡大。新車投入前の販売予測モデル、マーケティングROIモデルなどを構築し、経営者の意思決定へのサポートを実施。
2015年日産自動車初の女性専務執行役員として国内販売のトップとなる。マーケティングのみならず、営業体制、販売ネットワークなどのさまざまな改革を実行。「本邦初」の活動をコミットさせたり、意思決定プロセスやデレゲーションルールを構築したりと、近代的なマネジメント改革を断行。その後、責任市場をASEANにまで拡大。
2019年5月、日産自動車初の女性副社長就任。日本、ASEANに加え、グローバルにブランドを構築するための取り組みに挑戦。
2025年3月末、同社退職。

### 職歴
- 1983年4月 - 日本債券信用銀行株式会社（～1986年）。
- 1989年8月 - 株式会社社会調査研究所主任研究員。
- 2001年4月 - 株式会社インテージ（旧・社会調査研究所）役員理事。立命館大学経営学部非常勤講師。

- 2002年4月 - 早稲田大学理工学部非常勤講師。日産自動車株式会社に入社、VP市場情報室担当。
- 2006年4月 - 同社執行役員、市場情報室担当。
- 2011年4月 - 同社執行役員、コーポレート市場情報統括本部担当。
- 2014年4月 - 同社常務執行役員、コーポレート市場情報統括本部担当。
- 2015年4月 - 同社専務執行役員、日本マーケティング本部、日本営業本部、営業支援本部、フリート事業本部、M&S-J企画部、M&S-J業務部担当。
- 2016年4月 - 同社専務執行役員、日本オペレーションコミッティ 統括。
- 2019年
  - 5月 - 同社副社長、日本マネジメントコミッティ（MC JAPAN） 議長、アジア・オセアニアマネジメントコミッティ地域 統括、グローバルマーケティング＆セールス、グローバルEV事業 担当。
  - 6月 - 同社執行役副社長、日本マネジメントコミッティ（MC JAPAN） 議長、アジア・オセアニアマネジメントコミッティ地域 統括、グローバルマーケティング＆セールス、グローバルEV事業 担当。
  - 8月 - 同社執行役副社長、日本マネジメントコミッティ（MC JAPAN） 議長、アジア・オセアニアマネジメントコミッティ地域 統括、グローバルマーケティング＆セールス、グローバルEV事業 担当。東風汽車有限公司 取締役（現職）。

- 2020年
  - 4月 - 同社執行役副社長、ブランドチャンピオン、グローバルマーケティング＆セールス、グローバルカスタマーエクスペリエンス、日本マネジメントコミッティ議長、アジア・オセアニアマネジメントコミッティ。
  - 10月 - 同社執行役副社長、ブランドチャンピオン、グローバルマーケティング＆セールス、グローバルカスタマーエクスペリエンス、日本・アセアンマネジメントコミッティ議長。
- 2021年8月 - 同社執行役副社長、ブランドチャンピオン、グローバルマーケティング＆セールス、グローバルカスタマーエクスペリエンス、日本-アセアンマネジメントコミッティ議長、インフィニティマネジメントコミッティ（現・グローバル インフィニティ）
- 2023年7月 - 同社執行役副社長、ブランドチャンピオン、グローバルマーケティング＆セールス、グローバルカスタマーエクスペリエンス、日本-アセアンマネジメントコミッティ議長、グローバル インフィニティ、グローバル アフターセールス。
- 2024年4月 - 同社執行役副社長、チーフ ブランド＆カスタマー オフィサー、日本・アセアン マネジメントコミッティ議長 ブランドチャンピオン、グローバルＭ＆Ｓ/カスタマーエクスペリエンス/アフターセールス、コネクティドカーサービス、グローバル インフィニティ 担当。
- 2024年12月 - 同社執行役副社長、チーフ ブランド＆カスタマー オフィサー、日本・アセアン マネジメントコミッティ議長、ブランドチャンピオン/グローバルマーケティング、カスタマーエクスペリエンス/コネクティドカーサービス、グローバル インフィニティ 担当。
- 2025年1月 - 同社執行役副社長、チーフ ブランド＆カスタマー オフィサー ブランドチャンピオン/グローバルマーケティング、カスタマーエクスペリエンス/コネクティドカーサービス、グローバル インフィニティ担当。
- 2025年3月 -同社執行役副社長、チーフ ブランド＆カスタマー オフィサー ブランドチャンピオン/グローバルマーケティング、カスタマーエクスペリエンス/コネクティドカーサービス、グローバル インフィニティ退任および同社退職